# Die Toten Hosen
I Toten Hosen sono un gruppo musicale tedesco, formatosi a Düsseldorf nel 1982.

## Storia del gruppo
Letteralmente, Die Toten Hosen significa "I pantaloni morti", però tote hose in tedesco vuol dire "noioso'". I componenti sono tutti tedeschi tranne Vom, che aveva sostituito Wölli alla batteria nel 1999, il quale aveva abbandonato il gruppo in seguito ad un incidente stradale. Wölli aveva a sua volta sostituito Trini che, nel 1985, dopo aver lasciato la band, ne era diventato manager.
Il gruppo esiste dal 1982 e i testi delle loro canzoni hanno variato da nonsense divertenti a contenuti scottanti. Infatti, i primi LP parlavano soprattutto di amenità, ma alla fine degli anni ottanta i Toten Hosen iniziarono a trattare di politica e importanti questioni come il razzismo. Si dice che, agli inizi, il gruppo suonasse gratuitamente a feste private di compleanno, a patto che il padrone di casa offrisse loro innumerevoli birre e pagasse i danni causati dal gruppo.
Il loro primo singolo si intitola Wir Sind Bereit ed è uscito nel 1982, un anno prima del loro album di debutto Opel-Gang. Nel 1988 i Toten Hosen hanno inciso la loro hit più fortunata, Hier kommt Alex. Due anni dopo hanno realizzato una cover di Azzurro di Adriano Celentano. Negli anni '90 hanno ricevuto alcune critiche per aver chiamato a cantare Ronnie Biggs in due loro brani.
Il gruppo ha tenuto il suo millesimo concerto il 28 giugno 1997 al Düsseldorfer Rheinstadium che fu seguito da circa 60.000 spettatori. In quell'occasione una ragazza olandese morì e il gruppo decise di eseguire canzoni lente in modo da non diffondere il panico tra gli spettatori. Il singolo Alles ist Eins venne pubblicato in memoria della ragazza deceduta. Il primo tour dopo questo tragico evento partì nel 1998 (Warped Tour) e includeva due visite in altrettanti ospedali australiani.
I Toten Hosen hanno collaborato con vari gruppi di rilievo provenienti da altri Paesi, come AC/DC, U2 e Rolling Stones; e sono uno dei pochi gruppi tedeschi, tra quelli che cantano in madrelingua, conosciuti in tutto il mondo, insieme ai Die Ärzte e ai Rammstein. Il produttore storico di quasi tutti i dischi dei Toten Hosen è Jon Caffery. Il gruppo è da sempre tifoso del Fortuna Düsseldorf, e lo sponsorizzò dal 2001 al 2003. Nella canzone Bayern, i cinque insultano verbalmente il Bayern Monaco.
Il 28 Aprile 2023 tornano ad essere popolari in tutto il mondo grazie all'artista statunitense Anastacia che ricampiona il brano Tage wie diese riscrivendo il testo in inglese e intitolando il brano Best Days.

## Formazione

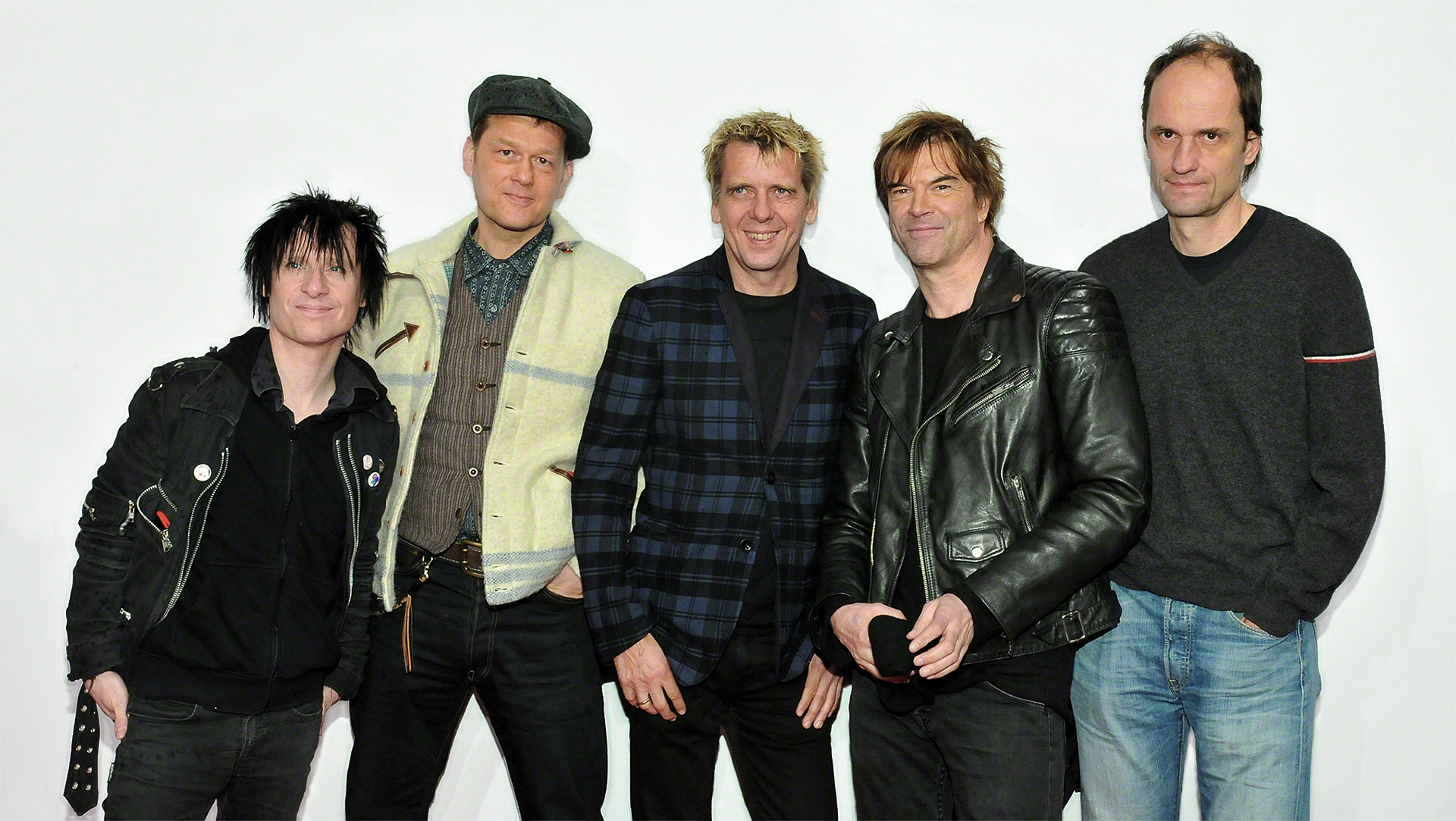
I Toten Hosen nel 2013. Da sinistra a destra: Stephen Ritchie, Andreas von Holst, Andreas Meurer, Campino e Michael Breitkopf

### Formazione attuale
- Campino (Andreas Frege) - voce
- Breiti (Michael Breitkopf) - chitarra
- Kuddel (Andreas von Holst) - chitarra
- Andi (Andreas Meurer) - basso
- Vom (Stephen George Ritchie) - batteria

### Ex componenti
- Walter November - chitarra (1982-1983)
- Trini (Klaus-Peter Trimpop) - batteria (1982-1985)
- Jakob Keusen - batteria (1985-1986)
- Wölli (Wolfgang Rohde) - batteria (1986-1999)

## Discografia

### Album in studio
- 1983 - Opel-Gang
- 1984 - Unter falscher Flagge
- 1986 - Damenwahl
- 1987 - Never Mind the Hosen – Here's Die Roten Rosen (aus Düsseldorf) (come Die Roten Rosen)
- 1988 - Ein kleines bisschen Horrorschau
- 1990 - Auf dem Kreuzzug ins Glück
- 1991 - Learning English Lesson One
- 1993 - Kauf MICH!
- 1996 - Opium fürs Volk
- 1998 - Wir warten auf's Christkind (come Die Roten Rosen)
- 1999 - Unsterblich
- 2002 - Auswärtsspiel
- 2004 - Zurück zum Glück
- 2008 - In aller Stille
- 2012 - Ballast der Republik
- 2015 - Entartete Musik – Willkommen in Deutschland

### EP
- 1985 - The Battle of the Bands 85
- 1991 - The Nightmare Continues
- 1994 - Put Your Money Where Your Mouth Is...

### Live
- 1987 - Bis zum bitteren Ende
- 1996 - Im Auftrag des Herrn
- 2005 - Nur zu Besuch
- 2009 - Machmalauter: Live in Berlin
- 2019 - Zuhause Live Das Laune der Natour-Finale plus Auf der Suche nach der Schnapsinsel Live im SO36

### Raccolte
- 1993 - Reich & Sexy
- 1994 - Love, Peace & Money
- 1999 - Crash-Landing
- 2002 - Reich & Sexy II - Die fetten Jahre
- 2009 - La Hermandad – En el Principio fue el Ruido

### Singoli
- 1982 - Wir sind bereit
- 1982 - Reisefieber
- 1983 - Eisgekühlter Bommerlunder/Opelgang
- 1983 - Hip Hop Bommi Bop
- 1983 - Schöne Bescherung
- 1984 - Kriminaltango mit Kurt Raab
- 1984 - Liebesspieler
- 1984 - Liebesspieler/Die John Peel Session
- 1985 - Faust in der Tasche
- 1986 - Das Altbierlied
- 1987 - Im Wagen vor mir
- 1987 - Alle Mädchen wollen küssen
- 1988 - Hier kommt Alex
- 1989 - 1000 gute Gründe
- 1990 - Alles wird gut
- 1990 - Azzurro
- 1990 - All die ganzen Jahre
- 1991 - Carnival In Rio (Punk Was)
- 1991 - Baby Baby
- 1992 - Whole Wide World
- 1992 - If The Kids Are United
- 1992 - Sascha...
- 1993 - Wünsch DIR was
- 1993 - Alles aus Liebe
- 1994 - Kauf MICH!
- 1994 - Sexual
- 1995 - Nichts bleibt für die Ewigkeit
- 1996 - Paradies
- 1996 - Bonnie & Clyde
- 1996 - 10 kleine Jägermeister
- 1997 - Alles aus Liebe [live]
- 1998 - Pushed Again
- 1998 - Weihnachtsmann vom Dach
- 1999 - Auld Lang Syne
- 1999 - Schön sein
- 2000 - Unsterblich
- 2000 - Bayern
- 2000 - Warum werde ich nicht satt?
- 2001 - Was zählt
- 2002 - Kein Alkohol (ist auch keine Lösung!)
- 2002 - Steh auf, wenn du am Boden bist
- 2002 - Nur zu Besuch
- 2002 - Frauen dieser Welt
- 2004 - Friss oder Stirb
- 2004 - Ich bin die Sehnsucht in Dir
- 2004 - Walkampf
- 2005 - Alles Wird Vorübergehen
- 2005 - Freunde
- 2005 - Hier kommt Alex [unplugged]
- 2006 - The Guns of Brixton [unplugged]
- 2008 - Strom
- 2009 - Alles was war
- 2009 - Auflösen
- 2009 - Ertrinken
- 2009 - Pushed Again [live]
- 2010 - Der letzte Kuss [live]
- 2012 - Tage wie diese
- 2012 - Altes Fieber

### Promo-singoli
- 1992 - Mehr davon
- 1994 - The Return of Alex
- 1995 - Tout pour sauver l'amour
- 1998 - Soul Therapy
- 2008 - Du lässt Dich geh'n (come Die Roten Rosen) cover di Charles Aznavour

### Singlebox
Raccolte di CD singoli:
- 1995 - Musik war ihr Hobby
- 2001 - Mehr davon